# Christiaan Frederik Beyers
Christiaan Frederik Beyers (23 septembre 1869 - 8 décembre 1914) était un général afrikaner de la seconde guerre des Boers.

## Biographie
Jeune homme, il se rend au Transvaal où il joue un rôle de premier plan aux côtés des Boers pendant la guerre contre les Anglais, s'illustrant sur les champs de bataille et portant le grade de général lorsque la paix fut rétablie en 1902. Beyers eut beaucoup d’influence comme soldat et homme d’État parmi le peuple néerlandophone d’Afrique du Sud, et il fut, avec les généraux Botha et Smuts, bien que dans une moindre mesure, l’un des dirigeants reconnus des Boers du Transvaal.
Lorsqu'un gouvernement responsable du Transvaal fut établi, Beyers devint président de la Chambre basse. Il déploie des dons remarquables dans cette fonction. Il se montre tolérant et impartial, faisant ainsi une impression favorable sur les Sud-Africains anglophones qui auraient par la même soutenu ses prétentions à devenir le premier orateur de la première Chambre de l’Assemblée sud-africaine s’ils n'en avaient été dissuadés par Louis Botha, le Premier ministre. Beyers fut donc plutôt nommé commandant général des Forces citoyennes de défense de l’Union d’Afrique du Sud et, à ce titre, il se rendit en Grande-Bretagne, en Allemagne, en Suisse et aux Pays-Bas en 1912.
Homme au physique raffiné, d’une nature passionnée et de profondes convictions religieuses, Beyers, commandant général de l’Afrique du Sud, fut accueilli avec une attention toute particulière lors de sa visite en Allemagne par le Kaiser Guillaume II. Lorsque la Première Guerre mondiale éclate, il s’oppose ouvertement à la politique du gouvernement Botha. Pendant des mois auparavant, cette opposition couvait. Puis, quand la force expéditionnaire sud-africaine est mobilisée pour envahir l’Afrique du Sud-Ouest allemande, et que la rébellion couve déjà parmi les irréconciliables parmi les Hollandais sud-africains, Beyers démissionne de son poste de commandant général par une lettre adressée au général Smuts, alors ministre de la Défense, et publiée dans Het Volk, un journal antigouvernemental. Dans cette lettre, il déclare qu’il a toujours désapprouvé l’intention du gouvernement d’envahir l’Afrique du Sud-Ouest allemande et que cette désapprobation est partagée par la grande majorité du peuple néerlandophone de l’Union. Le général Smuts lui répond dans une lettre sévère déclarant que la guerre est un test de la loyauté pour le peuple néerlandophone, et accepte la démission de Beyers. Il avait une amitié avec le pasteur Jozua Naudé qui donna le nom de Beyers à son fils, Beyers Naudé.
Quelques semaines plus tard, Beyers part au champ de bataille en tant que leader des Boers rebelles contre le gouvernement, avant d’être submergé par les troupes gouvernementales sous le commandement du général Botha. Il est pourchassé en tant que fugitif, et est blessé, avant de se noyer le 8 décembre 1914 en essayant de fuir ses poursuivants en traversant la rivière Vaal. Son corps fut retrouvé deux jours plus tard, et avec sa mort la rébellion a pris fin.